# Museo Policial de Albacete
El Museo de la Policía de Albacete, también conocido como Museo Policial de Albacete, es un museo dedicado a la historia de la policía situado en la ciudad española de Albacete.

## Historia
El museo fue inaugurado el 2 de octubre de 2006 en las nuevas instalaciones de la Jefatura de la Policía Local de Albacete ubicadas en la calle Bir Ganduz del barrio de Los Llanos del Águila de la capital.

## Colecciones
El Museo de la Policía muestra la historia de la Policía Local de Albacete a través de sus símbolos, prendas de vestir, armamento y vehículos.
La colección de uniformes data del año 1854, cuando se fundó la Guardia Municipal, hasta nuestros días. Entre los vehículos, destaca la colección de todas las motocicletas que ha usado la policía a lo largo de su historia así como las bicicletas que se usaban en los años 40 y 50 del siglo XX. En las vitrinas del museo se pueden contemplar armas antiguas, y otros elementos policiales.